# Tomasz Czopik
Tomasz Czopik (ur. 4 sierpnia 1964 w Częstochowie) – polski kierowca rajdowy, mistrz Polski RSMP w 2003 roku, prywatny przedsiębiorca, promotor bezpieczeństwa w ruchu drogowym, właściciel Szkoły Bezpiecznej Jazdy, którą założył w 2004 roku.

## Kariera
Przed 1997 rokiem był pilotem Bartłomieja Baniowskiego (Nissan Sunny GTi-R). W roku 1997 postanowił spróbować swych sił jako kierowca rajdowy i już w pierwszym roku swych startów, pilotowany przez Łukasza Wrońskiego, zdobył w Hondzie Civic tytuł mistrza Polski w Klasie A-6. W następnym sezonie nadal startował Hondą Civic, ale w Klasie N-2, co zaowocowało czwartym miejscem na koniec sezonu. W roku 1999 Łukasza Wrońskiego zastąpił Dariusz Burkat, Czopik startował natomiast nową, A-grupową Hondą Civic. Od Rajdu Kormoran Czopik postanowił startować N-grupowym Mitsubishi Lancerem Evo III. Sezon ten kierowca zakończył na drugim miejscu w grupie N, a piątym w klasyfikacji generalnej. W sezonie 2000 nadal startował on Mitsubishi Lancerem, tym razem w specyfikacji Evo VI. Zaowocowało to zwycięstwem w klasyfikacji grupy N. Sezon 2001, mimo powrotu na prawy fotel Łukasza Wrońskiego, był niezbyt udany – Czopik zakończył sezon na piątym miejscu w grupie N i 10 w klasyfikacji generalnej. W sezonie 2002 pięciokrotnie zwyciężał w grupie N, co sprawiło, że zakończył sezon na pierwszym miejscu w swojej grupie. W sezonie 2003 Czopik postanowił zmienić samochód – początkowo na Subaru Imprezę WRC, później Mitsubishi Lancera Evo VII. Czysta jazda (oraz pech głównego konkurenta Leszka Kuzaja) spowodowały, że Tomasz Czopik wywalczy tytuł rajdowego mistrza Polski w klasyfikacji generalnej, co stanowi jego największy jak dotąd sukces. Sezon 2004 był nieudany – awarie Mitsubishi Lancera spowodowały, iż obrońca tytułu mistrzowskiego musiał zadowolić się szóstym miejscem w klasyfikacji generalnej. Sezon później wskutek problemów finansowych Czopik wystartował tylko w trzech rajdach. W sezonie 2006 Czopik startował Mitsubishi Lancerem Evo IX. Na koniec sezonu Czopik zdołał wywalczyć szóste miejsce w klasyfikacji generalnej. W sezonie 2007 Czopik zmienił zespół oraz pilota – Wrońskiego zastąpił Ukrainiec, Glib Zagorii, co dzięki drugiemu miejscu w Rajdzie Subaru zaowocowało 13. miejscem w klasyfikacji ogólnej. W sezonie 2008 zajął ostatecznie ósme miejsce w klasyfikacji generalnej. Od roku 2009 Tomasz Czopik sporadycznie pojawiał się na trasach rajdowych. W 2012 wygra klasyfikacji grupy N podczas Rajdu Karkonoskiego. Czopik brał udział w kilku eliminacjach Mistrzostw Europy, jednakże bez większych sukcesów.
Poza ściganiem się w rajdach Czopik jest prywatnym przedsiębiorcą i promotorem bezpieczeństwa w ruchu drogowym. Od marca 2013 pełni funkcję Prezesa Zarządu Ośrodka Doskonalenia Techniki Jazdy "Sobiesław Zasada Centrum" w Bednarach koło Poznania.

## Sukcesy
- 1997 - Rajdowy Mistrz Polski (Klasa A-6) – Honda Civic
- 2000 - Rajdowy Mistrz Polski (Grupa N) – Mitsubishi Lancer Evo VI
- 2002 - Rajdowy Mistrz Polski (Grupa N) – Mitsubishi Lancer Evo VI
- 2003 - Rajdowy Mistrz Polski
- 2007 - Rajdowy Mistrz Europy Strefy Centralnej (klasa S2000).

## Życie prywatne
Maturę zdał w IX Liceum Ogólnokształcącym w Krakowie. Wykształcenie wyższe: magister inżynier. Żonaty, ma dwójkę dzieci.